# Guillaume VI d'Aquitaine
Pour les articles homonymes, voir Guillaume VI et Guillaume de Poitiers.
Guillaume le Gros fut comte de Poitiers de 1030 à 1038 sous le nom de Guillaume IV et duc d'Aquitaine sous le nom de Guillaume VI durant la même période. Il est le fils de Guillaume le Grand et de sa première épouse Adalmode de Limoges.

## Biographie
Devenu comte, des changements apparaissent bientôt dans l’entourage de Guillaume le Gros. Effectivement, peu après la mort de son père le 31 janvier 1030 il se marie avec une femme du nom d’Eustachie, selon toute vraisemblance de petite noblesse. Les principaux vassaux du comté vont alors disparaitre progressivement de l’entourage du couple, ce qui se traduit par leur absence aux plaids mais aussi par un mécontentement latent.

La France au début du XIe siècle.

Il crée un début d'administration en nommant un prévôt à Poitiers en 1032.
Guillaume est battu et fait prisonnier par le comte d'Anjou Geoffroi Martel (fils de Foulques Nerra) le 20 septembre 1033 près de Saint-Jouin-de-Marnes. Il n'est libéré contre rançon que trois ans plus tard. Il repart immédiatement en guerre en 1036, mais est battu à nouveau, et doit céder l’île d’Oléron.
Pendant tout son règne, il eut à faire face à la rivalité de sa belle-mère Agnès de Bourgogne, la troisième femme de son père, qui s'était remariée à Geoffroi Martel.
Guillaume le Gros meurt le 15 décembre 1038 sans descendance. Son demi-frère Eudes prend sa succession comme comte de Poitiers et duc d'Aquitaine.